# Rusk (condado de Rusk, Wisconsin)
Rusk es un pueblo ubicado en el condado de Rusk en el estado estadounidense de Wisconsin. En el Censo de 2010 tenía una población de 525 habitantes y una densidad poblacional de 5,66 personas por km².

## Geografía
Rusk se encuentra ubicado en las coordenadas 45°20′8″N 91°29′13″O / 45.33556, -91.48694. Según la Oficina del Censo de los Estados Unidos, Rusk tiene una superficie total de 92.76 km², de la cual 86.89 km² corresponden a tierra firme y (6.33%) 5.87 km² es agua.

## Demografía
Según el censo de 2010, había 525 personas residiendo en Rusk. La densidad de población era de 5,66 hab./km². De los 525 habitantes, Rusk estaba compuesto por el 99.05% blancos, el 0.19% eran afroamericanos, el 0% eran amerindios, el 0.19% eran asiáticos, el 0% eran isleños del Pacífico, el 0.19% eran de otras razas y el 0.38% pertenecían a dos o más razas. Del total de la población el 1.33% eran hispanos o latinos de cualquier raza.